# Aleksandar Denić
Aleksandar Denić (* 31. Oktober 1963 in Belgrad) ist ein serbischer Bühnenbildner und Film-Produktionsdesigner. Bekannt wurde er vor allem mit mehr als 20 Einsätzen als Szenograph von Spielfilmen sowie Aufträgen an großen Theatern in Berlin, Hamburg, Stuttgart, Paris, Zurich und München.

## Leben
Denic absolvierte ein Studium in Film- und Set-Design an der Akademie für Angewandte Kunst der Universität der Künste Belgrad. Gemäß der dortigen Auftragslage arbeitete er nach seinem Abschluss zunächst vor allem als Szenenbildner für Filmprojekte, darunter zunehmend große wie Underground von Emir Kusturica. Überdies war er Produktionsdesigner für mehr als 100 Fernsehwerbungen, darunter Renault-Clio, SAS und Lucky Strike.
Erst als ihn der für ein Kooperationsprojekt nach Belgrad angereiste Frank Castorf um die Millenniumswende kennenlernte, konnte er seine Vorliebe für Theaterarbeit ausleben. Für sein Bühnenbild bei Castorfs Inszenierung von Celines Reise ans Ende der Nacht 2013 am Münchner Residenztheater wurde er im Theaterkritiker-Poll von Theater heute 2014 zum „Bühnenbildner des Jahres“ gekürt.
Im Jahr 2013 realisierte er mit seinem erklärten Lieblingsregisseur Frank Castorf den Ring des Nibelungen bei den Bayreuther Festspielen. 2015 war Denic am Schauspielhaus Hamburg tätig, außerdem arbeitet er weiter regelmäßig am Residenztheater München.

## Auszeichnungen
- 2013: „Bühnenbildner des Jahres“ für Reise ans Ende der Nacht am Residenztheater (München)
- 2014: Deutscher Theaterpreis Der Faust in der Rubrik Bühne/Kostüm[2]
- 2014: „Bühnenbildner des Jahres“ für Baal am Residenztheater (München)

## Filmografie (Auswahl)
- 1995: Underground
- 1996: Rasputin
- 2001: Boomerang
- 2001: Super 8 Stories
- 2002: Deathwatch
- 2004: Falling into Paradise
- 2006: Guca!
- 2008: Die Rote Zora
- 2009: Apocalypse of the Living Dead
- 2011: Cat Run
- 2012: Chernobyl Diaries
- 2014: Travelator
- 2015: Igra u tami
- 2017: Zona Zamfirova-drugi deo